# Ryohei Suzuki
Ryohei Suzuki (født 12. juni 1949) er en tidligere japansk fodboldspiller. Han var i perioden 1986–1989 træner for Japans kvindefodboldlandshold.